# Monophyllus
Monophyllus é um gênero de morcegos da família Phyllostomidae. As duas espécies do gênero ocorrem somente nas Antilhas.

## Espécies
- Monophyllus plethodon Miller, 1900
- Monophyllus redmani Leach, 1821